# Lijst van afleveringen van Cosby
Dit is een lijst met afleveringen van de Amerikaanse televisieserie Cosby. De serie telt 4 seizoenen. Een overzicht van alle afleveringen is hieronder te vinden.

## Seizoen 1
| Nr. | Titel aflevering                          | Uitzenddatum VS   |
| --- | ----------------------------------------- | ----------------- |
| 1   | Pilot                                     | 16 september 1996 |
| 2   | It's My Party                             | 23 september 1996 |
| 3   | Neighborhood Watch                        | 30 september 1996 |
| 4   | Happily Ever Hilton                       | 7 oktober 1996    |
| 5   | The Best Little Antique Shop in Astoria   | 14 oktober 1996   |
| 6   | One Foot in Your Mouth                    | 21 oktober 1996   |
| 7   | Natural Born Debtors                      | 28 oktober 1996   |
| 8   | The Two Mr. Lucases                       | 4 november 1996   |
| 9   | No Nudes Is Good Nudes                    | 11 november 1996  |
| 10  | Basketball Story                          | 18 november 1996  |
| 11  | Guard Almighty                            | 25 november 1996  |
| 12  | The Broken Reflection                     | 2 december 1996   |
| 13  | Tempus Lucas                              | 16 december 1996  |
| 14  | Guess Whose President Is Coming to Dinner | 6 januari 1997    |
| 15  | Brave New Hilton                          | 13 januari 1997   |
| 16  | Lucas Platonicus                          | 3 februari 1997   |
| 17  | Valentine's Day                           | 10 februari 1997  |
| 18  | Florida                                   | 17 februari 1997  |
| 19  | Anniversary Waltz                         | 24 februari 1997  |
| 20  | That Darn Cat                             | 3 maart 1997      |
| 21  | I'm OK, You're Hilton                     | 10 maart 1997     |
| 22  | The Return of the Charlites               | 28 april 1997     |
| 23  | My Dinner with Methuseleh                 | 5 mei 1997        |
| 24  | Hilton's Playland                         | 12 mei 1997       |
| 25  | Social Insecurity                         | 19 mei 1997       |

## Seizoen 2
| Nr. | Titel aflevering                         | Uitzenddatum VS   |
| --- | ---------------------------------------- | ----------------- |
| 1   | About My Life                            | 15 september 1997 |
| 2   | Wake Up and Smell the Coffeehouse        | 22 september 1997 |
| 3   | The Rules                                | 29 september 1997 |
| 4   | Two Cents                                | 6 oktober 1997    |
| 5   | Older and Out                            | 13 oktober 1997   |
| 6   | Lucas Smartypantsicus                    | 20 oktober 1997   |
| 7   | The Last Man Standing                    | 27 oktober 1997   |
| 8   | Dating Games                             | 3 november 1997   |
| 9   | The Pilot (Not the Pilot)                | 10 november 1997  |
| 10  | Lucas Raymondicus                        | 17 november 1997  |
| 11  | Shall We Dance?                          | 24 november 1997  |
| 12  | The Two Hilton Lucases                   | 15 december 1997  |
| 13  | A Team of His Own                        | 5 januari 1998    |
| 14  | Brazil                                   | 12 januari 1998   |
| 15  | Old Yeller                               | 19 januari 1998   |
| 16  | Out to Launch                            | 2 februari 1998   |
| 17  | Fifteen Minutes of Fame                  | 23 februari 1998  |
| 18  | Mud                                      | 2 maart 1998      |
| 19  | Enter Lucas                              | 9 maart 1998      |
| 20  | 1040 Not-So-EZ                           | 6 april 1998      |
| 21  | Men Are from Mars Women Are from Astoria | 27 april 1998     |
| 22  | On the Rocks                             | 4 mei 1998        |
| 23  | Love Intervention                        | 11 mei 1998       |
| 24  | The First Gentleman                      | 18 mei 1998       |

## Seizoen 3
| Nr. | Titel aflevering                 | Uitzenddatum VS   |
| --- | -------------------------------- | ----------------- |
| 1   | Now Is the Time, the Walrus Said | 21 september 1998 |
| 2   | Do Not Overheat                  | 28 september 1998 |
| 3   | Chemistry                        | 5 oktober 1998    |
| 4   | Lucas Discordia                  | 12 oktober 1998   |
| 5   | The Greatest Gift                | 19 oktober 1998   |
| 6   | Lucas Matriculus                 | 26 oktober 1998   |
| 7   | Playground Scar                  | 2 november 1998   |
| 8   | The Episode Episode              | 9 november 1998   |
| 9   | Judgment Day                     | 16 november 1998  |
| 10  | Turkey Day                       | 23 november 1998  |
| 11  | This Old Friend                  | 14 december 1998  |
| 12  | The Awful Truth                  | 11 januari 1999   |
| 13  | Refrigerator Logic               | 18 januari 1999   |
| 14  | Lucas Absentia                   | 25 januari 1999   |
| 15  | False Alarm                      | 1 februari 1999   |
| 16  | A Very Nice Dance                | 8 februari 1999   |
| 17  | Ol' Betsy                        | 15 februari 1999  |
| 18  | Afterschool Delight              | 22 februari 1999  |
| 19  | Will Power                       | 1 maart 1999      |
| 20  | Lucas Illuminus                  | 17 maart 1999     |
| 21  | Timerity                         | 5 april 1999      |
| 22  | The Party's Over                 | 26 april 1999     |
| 23  | The Vesey Method                 | 3 mei 1999        |
| 24  | He Who Hesitates Is Lucas        | 10 mei 1999       |
| 25  | War Stories                      | 17 mei 1999       |

## Seizoen 4
| Nr. | Titel aflevering                          | Uitzenddatum VS   |
| --- | ----------------------------------------- | ----------------- |
| 1   | My Spy                                    | 29 september 1999 |
| 2   | The Wedding                               | 6 oktober 1999    |
| 3   | Book 'Em, Griff O                         | 13 oktober 1999   |
| 4   | Lucas Apocalypse                          | 20 oktober 1999   |
| 5   | A Teacher's Life                          | 27 oktober 1999   |
| 6   | There's Something About Hilton            | 3 november 1999   |
| 7   | Superstar                                 | 17 november 1999  |
| 8   | The Parent Trap                           | 15 december 1999  |
| 9   | One for the Books                         | 22 december 1999  |
| 10  | Loving Madeline                           | 29 december 1999  |
| 11  | The Hilton Hilton                         | 14 januari 2000   |
| 12  | Chilly Scenes of Winter Golf              | 21 januari 2000   |
| 13  | To Catch a Thief                          | 28 januari 2000   |
| 14  | Raising Paranoia                          | 3 maart 2000      |
| 15  | It's a Wonderful Wife                     | 10 maart 2000     |
| 16  | The Perfect Valentine                     | 31 maart 2000     |
| 17  | A Pair of Threes Beats a Flush Every Time | 7 april 2000      |
| 18  | Thursday's Child                          | 14 april 2000     |
| 19  | Kids Eat the Darndest Things              | 14 april 2000     |
| 20  | A Long Night's Journey                    | 21 april 2000     |
| 21  | The Song Remains the Same                 | 28 april 2000     |